# Steganotaenia hockii
Steganotaenia hockii är en flockblommig växtart som först beskrevs av C.Norman, och fick sitt nu gällande namn av C.Norman. Steganotaenia hockii ingår i släktet Steganotaenia och familjen flockblommiga växter. Inga underarter finns listade i Catalogue of Life.